# State Grid Corporation of China

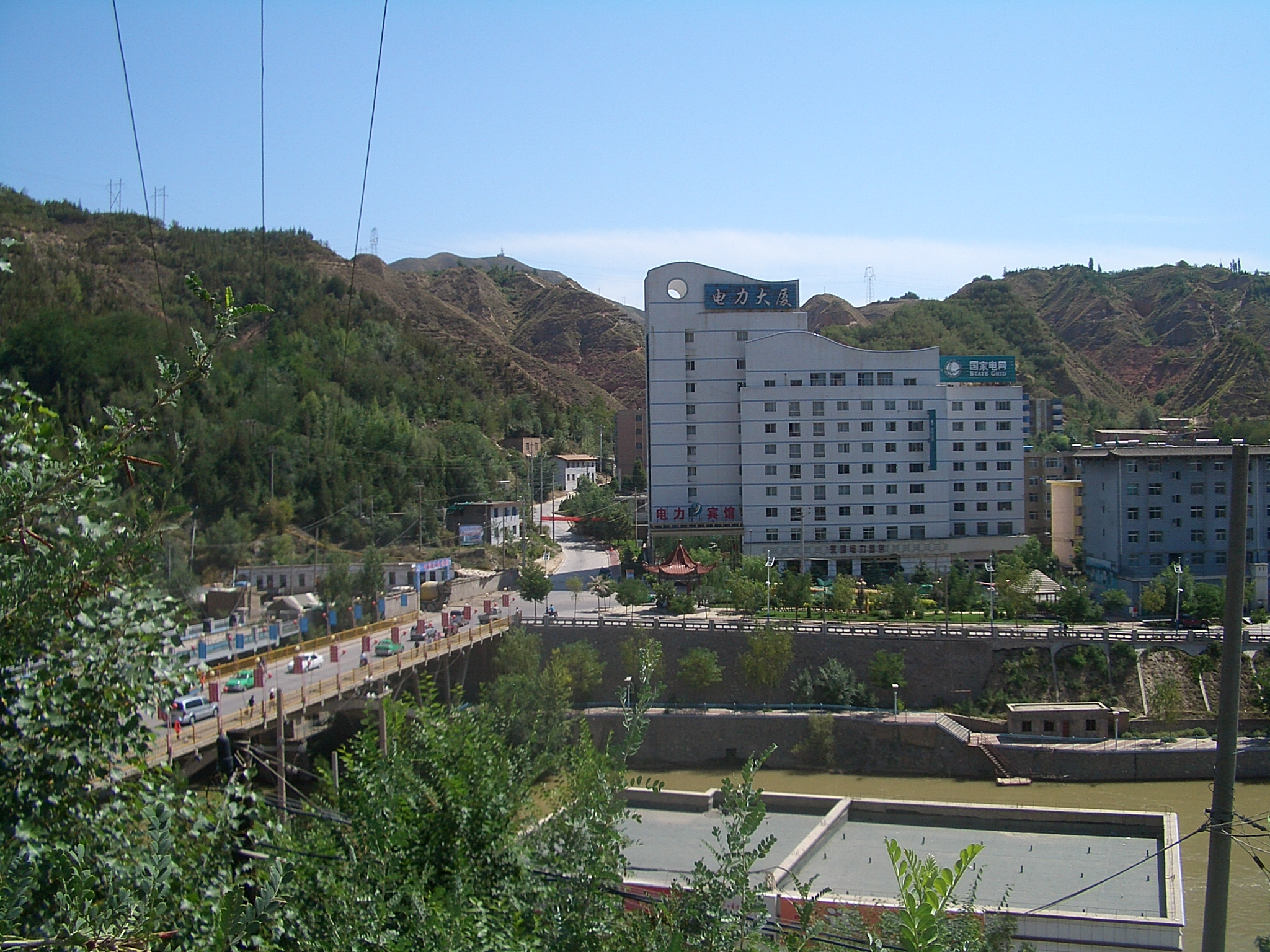

La State Grid Corporation of China (SGCC, en chino simplificado: 国家电网公司) es la mayor compañía de distribución y transmisión de energía eléctrica en China y en el mundo. Para la distribución, tiene filiales en el norte de China, noreste de China, China Oriental, centro y noroeste de China.
Después de la reforma eléctrica a principios del 2000, State Electric Power Corporation (国家 电力 公司), que incluía tanto las plantas de energía como la red eléctrica en toda China continental, fue dividida en cinco grupos de generación de energía que conservaron las plantas de energía. State Grid Corporation, con sede en Pekín con cinco filiales regionales. China Southern Power Grid Corporation con sede en Cantón, es la encargada de la transmisión de energía, distribución y otros activos de la antigua State Electric Power Corporation.
En noviembre de 2020 el mayor grupo eléctrico del mundo, la estatal china State Grid Corporation of China, cerró la compra de la empresa CGE, la mayor distribuidora de Chile, en unos US$3.000 millones, esto se suma a la compra de Chilquinta Energía en octubre de 2019.

## Responsabilidad social corporativa
En el año de 2006, SGCC, en un proyecto llamado "Energía para Todos", corrió las líneas eléctricas a los 545.000 hogares previamente desconectados en zonas rurales, ofreciendo a los ocupantes energía indefinidamente. Las familias pudieron comprar por primera vez refrigeradores, televisores, radios, lavadoras, computadoras, calderas de agua, calentadores y aparatos de aire acondicionado. Los agricultores han dejado de acarrear el agua, ahora utilizando instalaciones de sistemas de riego automatizado. En el período 2007-2008, SGCC planea gastar $ 3 mil millones para hacer lo mismo con 4,5 millones de personas pobres en 18 provincias de China.
Otros proyectos de responsabilidad social corporativa implican la inversión en energía ecológica.